# Château de La Roche-en-Brenil
Le Château de La Roche est situé dans la commune de La Roche-en-Brenil dans le département de la Côte-d'Or, en France.

## Localisation
Le château, à 403 m d'altitude, se trouve à un kilomètre l'église et à 500 mètres au nord du bourg sur un coteau en pente douce. C'est une propriété privée, mais les allées du parc sont ouvertes à la promenade. 

## Historique
Bâti au XIIe siècle, cité en 1210[réf. souhaitée], il a longtemps été une forteresse qui prenait la suite d’une tour de défense beaucoup plus ancienne située au nord-est en contrebas du parc. Composé d’un logis principal et de quatre tours reliées entre elles par d’épaisses et hautes murailles, il était protégé par ses douves. On y entrait par un pont-levis situé à l’entrée nord de la cour, proche du donjon. 
Au XVIe siècle, les nécessités de la défense ayant disparu, le château est reconstruit et devient une résidence d’agrément. La tour nord et une partie des murs sont alors abattus, ouvrant ainsi à la vue sur l’Auxois. Les façades sont percées de larges fenêtres, un sacellum (petit sanctuaire) est accolé à la façade principale et de nouveaux bâtiments, moins solennels, sont construits à l’ouest, appuyés sur le mur d’enceinte. Le pont dormant, à l’arrière du château, date de cette époque. En 1716, le château est cédé à Guy Sallier, doyen du Grand Conseil, qui fait abattre la tour nord et les courtines nord et ouest pour aménager contre la courtine sud un bâtiment desservi par une tourelle d'escalier[réf. souhaitée]. En 1774, Claude Courtépée écrivait que le château a été bâti vers 1600 et que, plus bas, on voit les vestiges de la maison forte détruite pendant les guerres de religion. 
En 1841, Charles de Montalembert (1810-1870) sauve le château de La Roche de la démolition en le rachetant à des marchands de biens qui projetaient de le détruire pour en faire une carrière de pierres. Il restaure le château et crée le parc à l’anglaise. 
Le château appartient toujours à l’un de ses descendants.
Le château est partiellement inscrit à l'inventaire des monuments historiques par arrêté du 10 mars 1992.

## Description
Le château est entouré de douves en eau au-delà desquelles se trouvent d'importants communs et un pigeonnier rond.
Ces fossés sont franchis à l'est par une passerelle et à l'ouest par un pont dormant et pont-levis du XVIIe siècle, avec porte cochère et porte piétonne. Le côté est de la plate-forme rectangulaire entourée de larges douves est occupé par un corps de logis de 1600 dont ses angles orientaux sont garnis de tours rondes. Au sud et dans l'angle sud-ouest se trouve un corps de logis du XVIIIe siècle, avec toit à la Mansard, en retour d'angle sur le premier bâtiment. L'élément le plus ancien est la tour rectangulaire de l'angle sud-ouest. Le sommet en a été refait au XIXe siècle, mais le reste semble dater du XIVe siècle. Sur les autres côtés, la plate-forme est entouré par l'ancien mur de courtine, arasé à hauteur d'appui[réf. souhaitée].
Les façades et les toitures du château, l'escalier, les deux grands salons, la salle à manger, la bibliothèque au premier étage, la chapelle, les façades et les toitures des communs et du colombier, les douves, les deux ponts dormants et le portail d'entrée sont inscrits à l'inventaire des monuments historiques.

## Valorisation du patrimoine
En octobre 1976, le château a accueilli une vente nationale de poneys de race Halfinger, originaire du Tyrol.